# تواصل فعال
التواصل الفعال هو الفعل الذي يحقق أقصى درجات التواصل باستثمار كافة إمكانيات الإلقاء والتلقي باستخدام الوسائل والوسائط التي تناسب الحال في بعديه الزماني والمكاني.

## عناصر تعريف التواصل
1. الفعل، إن التواصل الفعال فعل يقوم به الكائن البشري وليس فطرة جبل عليها. أي أن الإنسان لا يمارس التواصل الفعال بطبعه، بل من خلال الفعل القائم على الجد والأخذ بالأسباب والتوظيف الأمثل للمعارف والمهارات والطاقات (البدنية والنفسية). وهذا الفعل محكوم بالكثرة والإنتاجية الموصوفة بالنجاح.
2. التوازن، يقوم التواصل الفعال على مبدأ التوازن بين الإلقاء والتلقي من حيث استثمار إمكانيات الطرفين وتوفير شروطهما اللازمة التي تكفل عدم الإضرار بأحدهما لصالح الآخر. فالملقي يستثمر كل إمكانياته التي تؤهله للقيام بعملية الإلقاء خير قيام دون الإضرار بالذات من حيث تحميلها ما لا تطيق بدنيا، أو إيقاعها في حالة اللاتوازن النفسي – وفقا لمفهوم هايدر للتوازن – أو إحراجها بجعلها تتصدى لما لا تعلم في إدعاء صريح للمعرفة. أما المتلقي، فيجب أن توفر له الشروط اللازمة للتلقي السليم السهل من خلال الاستخدام المتقن للغة، وتقليص نسبة التشويش على الرسالة التواصلية قدر المستطاع، والاتجاه الإيجابي نحو المتلقي والذي بموجبه يتم احترام المتلقي ويقدم له ما يفيده ويندرج ضمن قدراته الاستيعابية وضمن الإطار الدلالي المشترك بين الملقي والمتلقي. إن التوفيق بين شروط الإلقاء والتلقي، هو المحك في تمييز التواصل الفعال عن التواصل العادي (غير الفعال) الذي غالبا ما يؤدي إلى سوء الفهم بما ينتج عنه من تبعات سلبية على الكائن البشري.
3. الاستخدام، يقوم التواصل الفعال على الاستخدام الأمثل لكافة أشكال التواصل الذاتي والشخصي والجماهيري، التقليدي منها والجديد؛ وتوظيف كافة وسائط تقديم الرسالة التواصلية من نصوص، وصور ثابتة أو متحركة، وأصوات، وألوان، في شكل منفرد أو متعدد وصولا بالفاعلية إلى أقصى مدى ممكن. يستنهض التواصل الفعال كل الإمكانات التي تسهل العملية التواصلية، فيأخذ من كل وسيلة تواصلية وكل وسيط أفضل ما يمكن أن يجود به.
4. المواءمة، لا تتحقق فعالية التواصل بمجرد التطرق لمجموعة من العناصر المكونة للعملية التواصلية، بل لابد من مواءمة هذه العناصر لمقتضى الحال في بعديه الزماني والمكاني. وتتحقق هذه المواءمة عند النظر إلى الحال كبعد زمكاني واحد لا يتجزأ حتى تتحقق مقولة: «لكل مقام مقال».[2]